# Marietta Blau
Marietta Blau (29. dubna 1894 – 27. ledna 1970) byla rakouská fyzička.

## Životopis
Blau se narodila do středostavovské židovské rodiny Mayera (Markuse) Blaua, soudního advokáta a hudebního vydavatele, a jeho manželky Florentiny Goldzweig. Poté, co získala všeobecné vzdělání na dívčím gymnáziu vedeném Spolkem pro rozšířené vzdělání žen, studovala v letech 1914–1918 fyziku a matematiku na Vídeňské univerzitě. V roce 1919 získala doktorát za dizertační práci na téma absorpce záření gama. Blau vynalezla (fotografickou) jadernou emulzi, která byla vhodná k zobrazování a přesnému měření vysokoenergetických jaderných částic a událostí. Navíc byla díky tomu vytvořena metoda pro přesné studium reakcí způsobených kosmickým zářením. Její výzkum jaderné emulze v té době významně přispěl k rozvoji fyziky částic. Za svoji práci byla v letech 1950–1957 několikrát nominována na Nobelovu cena za fyziku a jednou na Nobelovu cena za chemii.